# Nicky Butt
Nicholas ("Nicky") Butt (Manchester, 21 januari 1975) is een Engels voormalig profvoetballer en voetbaltrainer die bij voorkeur op het middenveld speelde. Hij speelde van 1992 tot en met 2011 voor Manchester United, Newcastle United, Birmingham City en South China. Butt was van 1997 tot en met 2004 international in het Engels voetbalelftal, waarvoor hij 39 interlands speelde.

## Clubcarrière
Butt stroomde in het seizoen 1992/93 vanuit de jeugd van Manchester United door naar de hoofdmacht. Dat jaar speelde hij zijn eerste van ruim 270 competitiewedstrijden in de Premier League voor de club. Daarbij werd hij met Manchester landskampioen in de seizoenen 1995/96, 1996/97, 1998/99, 1999/00, 2000/01, 2002/03 en won hij met zijn ploeggenoten de FA Cup in 1995/96, 1998/99 en 2003/04. Butts sportieve hoogtepunt kwam in 1999, waarin hij zowel de UEFA Champions League als de wereldbeker voor clubteams won.
Butt verhuisde in juli 2004 naar Newcastle United, waar Gary Speed was vertrokken. Daarmee speelde hij twee seizoenen in de middenmoot van de Premier League en degradeerde hij in 2008/09 met zijn ploeggenoten naar de Championship. Daardoor speelde Butt in het laatste jaar van zijn profbestaan voor het eerst op een lager niveau, maar sloot hij dat seizoen wel af met een kampioenschap en bijbehorende promotie terug naar de Premier League. In december 2010 tekende hij een contract voor drie maanden bij South China uit Hongkong.

## Clubstatistieken
| Seizoen | Club                     | Competitie            | Duels | Goals |
| ------- | ------------------------ | --------------------- | ----- | ----- |
| 1992/93 | Manchester United        | Premier League        | 1     | 0     |
| 1993/94 | Manchester United        | Premier League        | 1     | 0     |
| 1994/95 | Manchester United        | Premier League        | 22    | 1     |
| 1995/96 | Manchester United        | Premier League        | 32    | 3     |
| 1996/97 | Manchester United        | Premier League        | 26    | 5     |
| 1997/98 | Manchester United        | Premier League        | 33    | 3     |
| 1998/99 | Manchester United        | Premier League        | 31    | 2     |
| 1999/00 | Manchester United        | Premier League        | 32    | 3     |
| 2000/01 | Manchester United        | Premier League        | 28    | 3     |
| 2001/02 | Manchester United        | Premier League        | 25    | 1     |
| 2002/03 | Manchester United        | Premier League        | 18    | 0     |
| 2003/04 | Manchester United        | Premier League        | 22    | 1     |
| 2004/05 | Newcastle United         | Premier League        | 18    | 1     |
| 2005/06 | → Birmingham City (huur) | Premier League        | 24    | 3     |
| 2006/07 | Newcastle United         | Premier League        | 31    | 1     |
| 2007/08 | Newcastle United         | Premier League        | 35    | 3     |
| 2008/09 | Newcastle United         | Premier League        | 33    | 0     |
| 2009/10 | Newcastle United         | Championship          | 17    | 0     |
| 2010/11 | South China              | First Division League | 5     | 1     |

## Interlandcarrière
Butt speelde met Engeland op het wereldkampioenschap voetbal 2002. Hij werd twee jaar later ook geselecteerd voor het EK 2004, maar moest hiervoor geblesseerd afzeggen. Butt maakte zijn debuut voor de nationale ploeg op 29 maart 1997 in de vriendschappelijke interland tegen Mexico (2–0). Hij viel in dat duel na 69 minuten in voor Steve McManaman.

## Salford City
Butt is mede-eigenaar van het Engelse Salford City FC, dat uitkomt in de League Two.

## Erelijst
Als speler
| Competitie                   |                   |                                                      |                   |                   |
| Competitie                   | Aantal            | Jaren                                                |                   |                   |
| Manchester United            | Manchester United | Manchester United                                    | Manchester United | Manchester United |
| ---------------------------- | ----------------- | ---------------------------------------------------- | ----------------- | ----------------- |
| Mondiaal                     |                   |                                                      |                   |                   |
| Wereldbeker voor clubteams   | 1x                | 1999                                                 |                   |                   |
| Internationaal               |                   |                                                      |                   |                   |
| UEFA Champions League        | 1x                | 1998/99                                              |                   |                   |
| Nationaal                    |                   |                                                      |                   |                   |
| Kampioen Premier League      | 6x                | 1995/96, 1996/97, 1998/99, 1999/00, 2000/01, 2002/03 |                   |                   |
| FA Cup                       | 3x                | 1995/96, 1998/99, 2003/04                            |                   |                   |
| FA Community Shield          | 4x                | 1994, 1996, 1997, 2003                               |                   |                   |
| Newcastle United             |                   |                                                      |                   |                   |
| Internationaal               |                   |                                                      |                   |                   |
| UEFA Intertoto Cup           | 1x                | 2006                                                 |                   |                   |
| Nationaal                    |                   |                                                      |                   |                   |
| Football League Championship | 1x                | 2009/10                                              |                   |                   |
| South China AA               |                   |                                                      |                   |                   |
| Hong Kong FA Cup             | 1x                | 2010/11                                              |                   |                   |
| Hong Kong League Cup         | 1x                | 2010/11                                              |                   |                   |

| Competitie                                  | Winnaar  | Winnaar  | Runner-up | Runner-up | Derde    | Derde    |
| Competitie                                  | Aantal   | Jaren    | Aantal    | Jaren     | Aantal   | Jaren    |
| Engeland                                    | Engeland | Engeland | Engeland  | Engeland  | Engeland | Engeland |
| ------------------------------------------- | -------- | -------- | --------- | --------- | -------- | -------- |
| FA Summer Tournament                        | 1x       | 2004     |           |           |          |          |
| King Hassan II International Cup Tournament |          |          | 1x        | 1998      |          |          |

Individueel
- Denzil Haroun Reserve Team Player of the Year: 1993/94
- PFA Premier League Team of the Year: 1997/98